# Sesto San Giovanni
Sesto San Giovanni település Olaszországban, Lombardia régióban, Milánó megyében. Lakosainak száma 78 884 fő (2023. január 1.). Sesto San Giovanni Bresso, Brugherio, Cinisello Balsamo, Cologno Monzese, Milánó és Monza községekkel határos.

## Népesség
A település lakossága az elmúlt években az alábbi módon változott:
| Lakosok száma | 80 932 | 81 668 | 81 822 | 81 773 | 78 884 |
|               | 2013   | 2016   | 2017   | 2018   | 2023   |

## Híres szülöttjei
- Massimo Carrera labdarúgó

## Érdekességek
- A település vasútállomása közelében lőtték le olasz rendőrök 2016. december 23. kora hajnalán a négy nappal korábbi 2016-os berlini terrortámadás feltételezett elkövetőjét, Anis Amrit, miután a tunéziai férfi az amúgy rutin jellegű igazoltatásakor tüzet nyitott rájuk.